# Echthrus adillae
Echthrus adillae là một loài tò vò trong họ Ichneumonidae.